# Hutewald

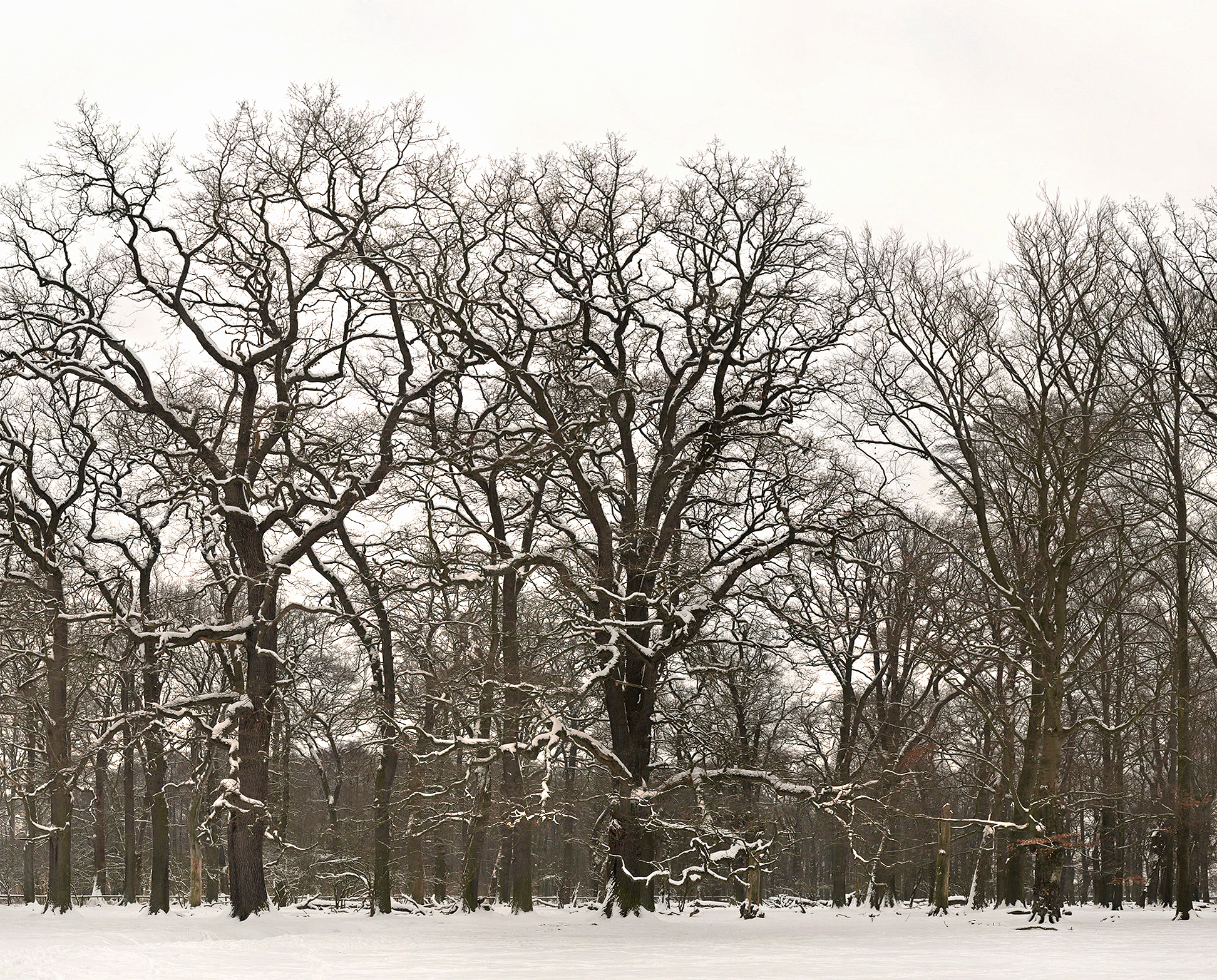
Verschneiter Hutewald im Wisentgehege Springe.

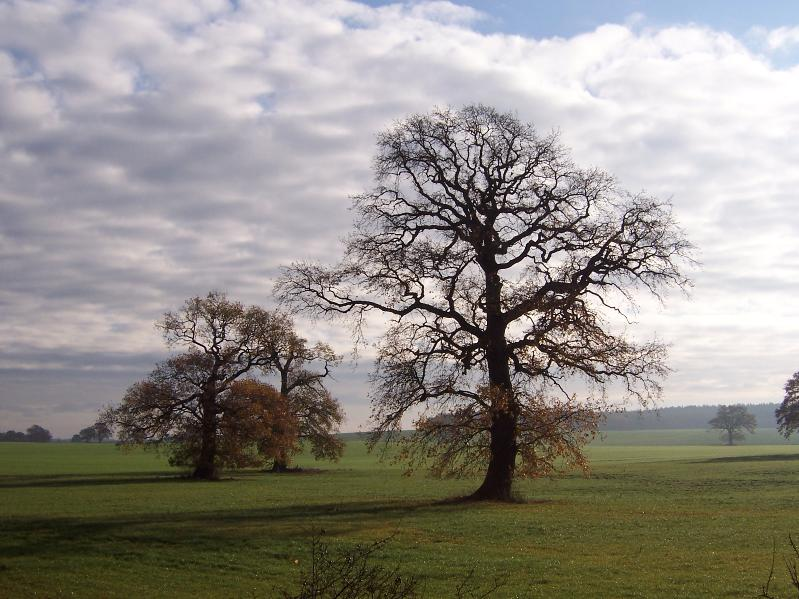
Hudeeichen als Reste von Hudewäldern in Mecklenburg-Vorpommern

Ein Hutewald, auch Hudewald oder Hutung (früher Huth) genannt, ist ein aufgelichteter Wald, der auch oder ausschließlich als Weide zur Viehhaltung genutzt wird – anstelle der aufwendigen Rodung und Anlage von Grünland. 
Bei dieser auch als Waldweide bezeichneten Form der Nutzung wird das Vieh in den Wald getrieben, um dort sein Futter zu suchen. Besonders nahrhaft sind dabei Eicheln und Bucheckern sowie Blätter und Zweige junger Bäume. Dieser Verbiss reduziert je nach Anzahl der Weidetiere die Naturverjüngung der Bäume, verschafft aber den fruchttragenden großen Bäumen mehr Licht. Durch diese vorwiegende historische Waldnutzung, die vom Beginn der europäischen Jungsteinzeit bis über das Mittelalter hinaus üblich war, entstanden im Laufe der Zeit lichte bis fast offene, parkartige Wälder bis hin zu baumbestandenen Weiden, die früher zusammenfassend als Hutweide bezeichnet wurden. Hutewald und Hutweide sind demnach alte Kulturlandschaften und keine Naturlandschaften, wie etwa der Name des bekannten ehemaligen Hutewaldes „Urwald Sababurg“ in Hessen vermuten ließe.

## Namensherkunft

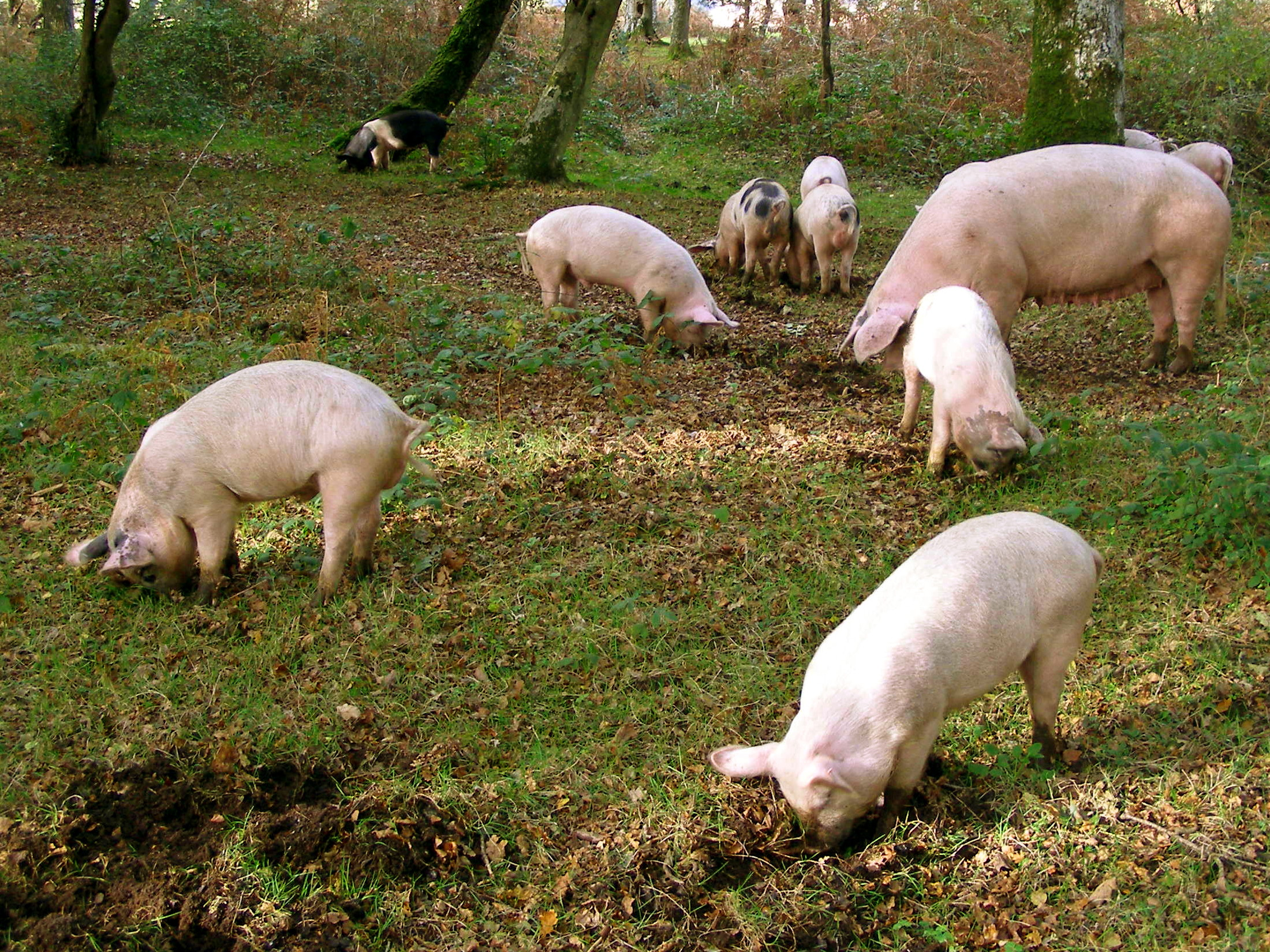
Waldweide mit Hausschweinen

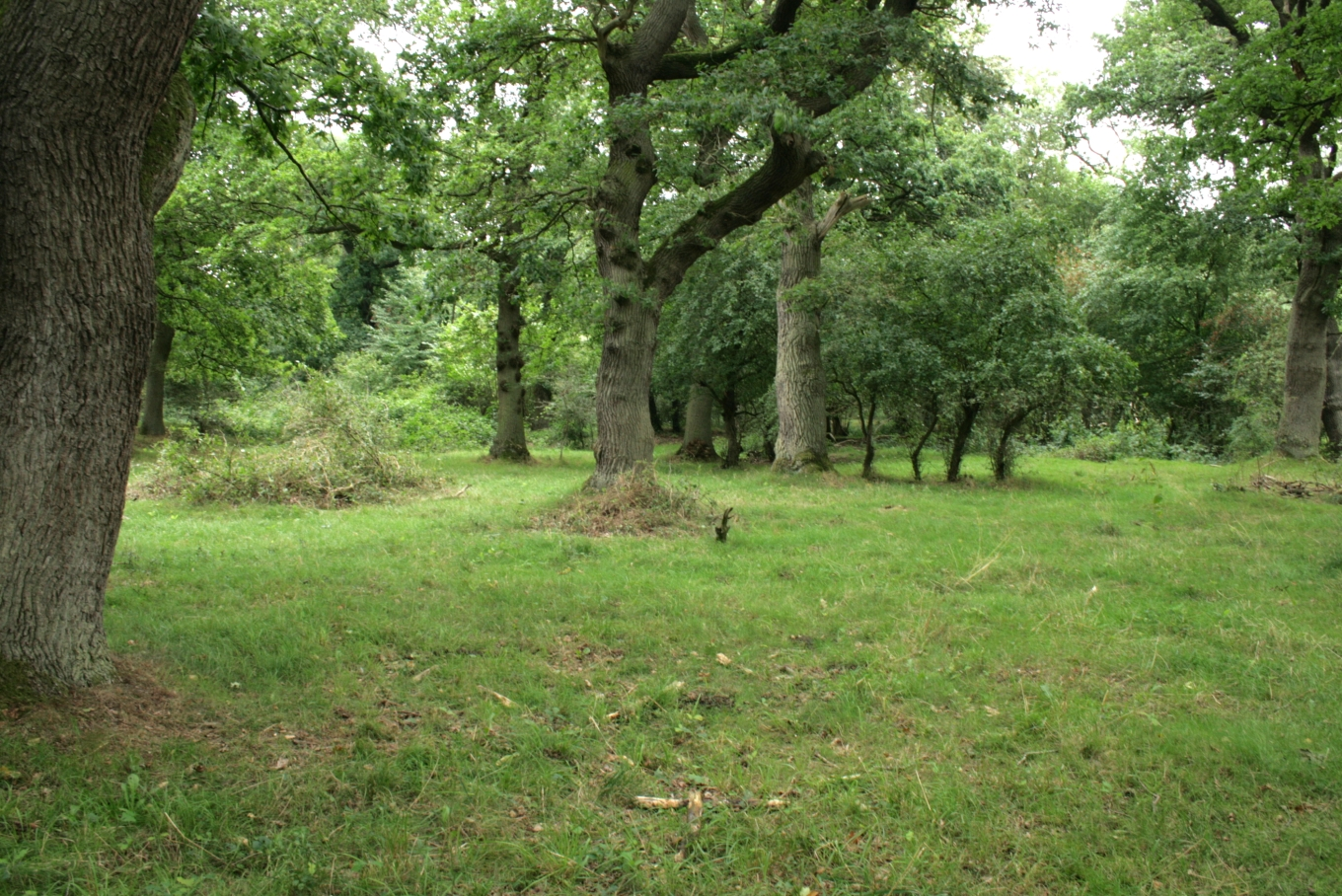
Der Eichenwald von Langaa, Jütland, einer der letzten Weidewälder Dänemarks, zeigt noch heute den Aspekt eines durchgehend beweideten Hutewaldes

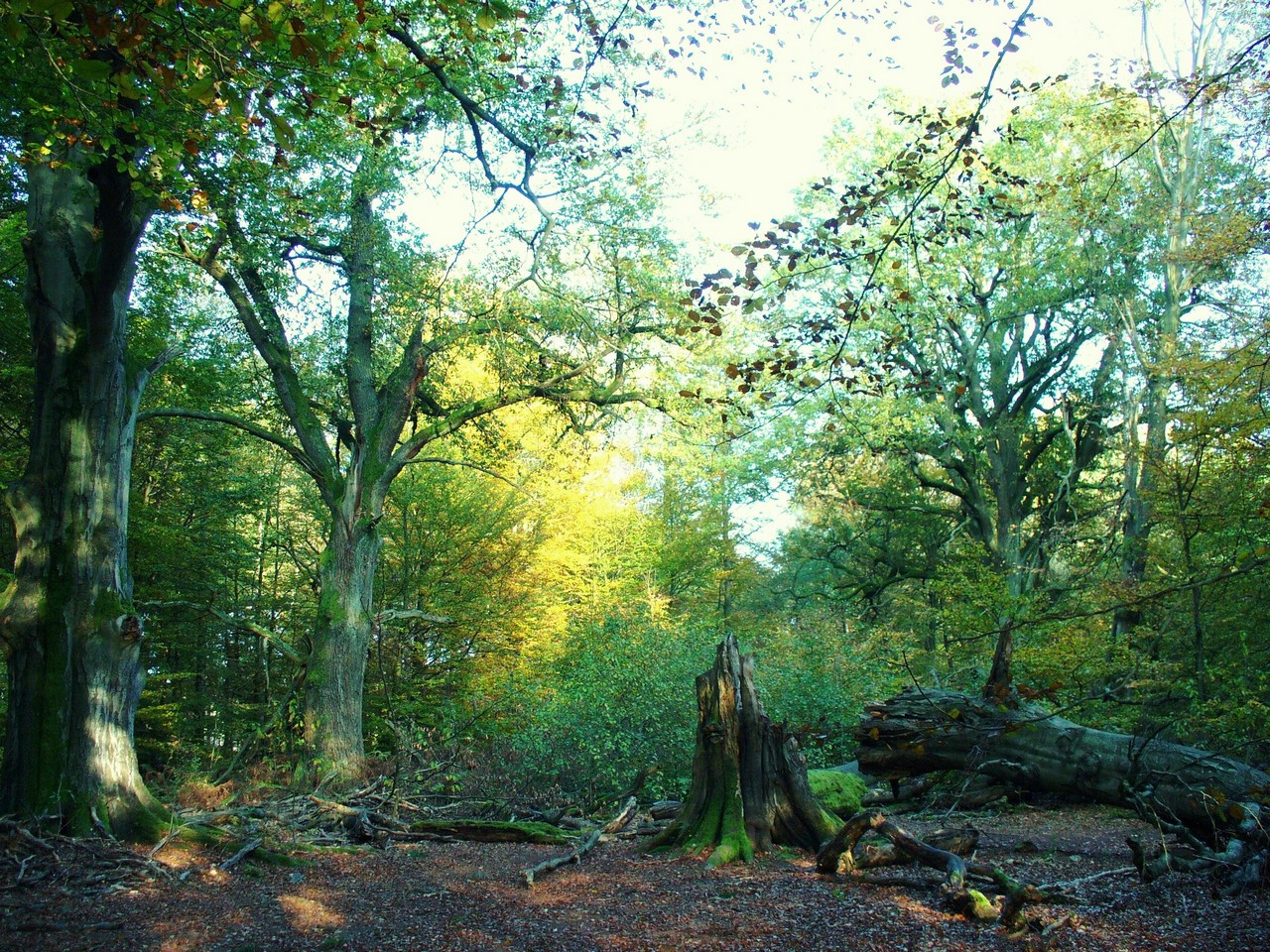
„Urwald“ Sababurg, Reinhardswald – ein nicht mehr genutzter Hutewald nach hundert Jahren natürlicher Sukzession

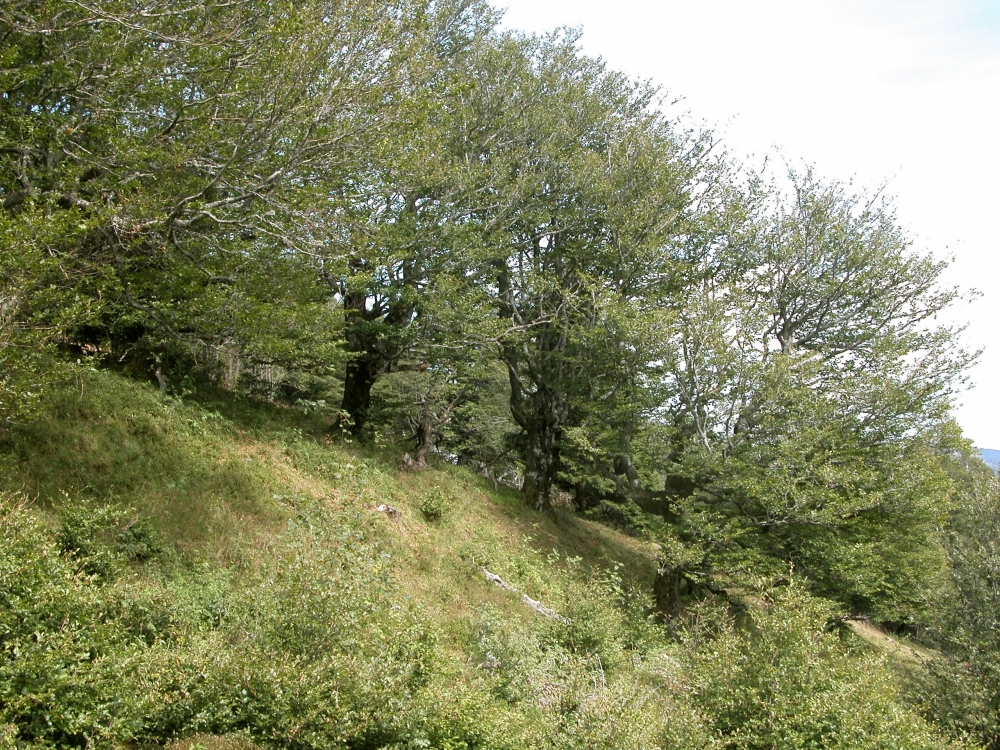
Schauinsland, Schwarzwald

Das Wort Hute/Hutung leitet sich von derselben Wortwurzel wie (Vieh) hüten ab – weshalb man auch von Hütewald oder Hüteweide spricht. Hude ist eine niederdeutsche Form, die sich auch in norddeutschen Orts- und Flurnamen findet, nicht nur den reinen „Hude“ (wie im Fall von Hude bei Oldenburg – mit noch existierendem Hudewaldrest) oder auch Steinhude.
Auf der unübersichtlichen Waldweide musste das Vieh (meist Rinder und Schweine) von einem Hirten für die Viehbesitzer der Dorfgemeinschaft gehütet werden, der dafür mit dem Hutgeld entlohnt wurde. Auch Kinder wurden eingesetzt (meist jedoch für Ziegen und Gänse). Dies war früher auch bei der Almwirtschaft im Alpenraum üblich und ist heute noch in vielen Entwicklungsländern verbreitet, wo Kinder das Vieh ganzer Gemeinden hüten. Die genutzte Weide (bzw. der Wald) war früher entweder Gemeinbesitz oder gehörte dem (feudalen) Grundherrn und war wie auch das Ackerland gegen Abgaben als Allmende zu nutzen. Die Hut (Hutung, Hute/Hude) war also auch ein Begriff des Weiderechts beziehungsweise des Mastungsrechts.
Die Weidegerechtigkeit entwickelte ein detailliertes Regularium. Normalerweise war der Eigentümer des Hutegrundstückes zur Mithut berechtigt. Das Weiden verschiedener Eigentümer oder Mitglieder z. B. einer Dorfgemeinschaft war die Koppelhut. Unter Umständen wurde vom Grundstückseigentümer das Privileg der Vorhut in Anspruch genommen.

## Werden und Wesen
In den Hutewäldern wurde das Vieh, nicht nur Schweine und Ziegen, sondern auch Rinder und Schafe oder sogar Pferde, im Wald geweidet, wo es sich von den Pflanzen der Krautschicht – einschließlich des Aufwuchses, also der nachwachsenden Bäume, auch deren Trieben und Knospen sowie den Waldfrüchten, vor allem Eicheln und Bucheckern, aber auch Wildobst oder Pilzen, ernährte. Die nicht weideharte, krautige Vegetation wurde zurückgedrängt, die Artenzusammensetzung änderte sich hin zu lichtliebender Bodenvegetation, was die Weide weiter verbesserte.
Durch die mit der Beweidung verbundene Zerstörung des Baumjungwuchses entstanden schon ab der Jungsteinzeit, vor allem aber über das Mittelalter, lichte Wälder mit wenig Unterwuchs und großkronigen, alten Bäumen. Diese wegen ihrer Nährfunktion erhaltenen und teilweise geförderten (Hute-)Bäume fanden massiv Eingang in verschiedene, heute teils „verschüttete“ Bereiche der Kultur, wie unter anderem (romantische) Vorstellungen vom mittelalterlichen oder sogar antiken Wald bis hin zum Mythos der „deutschen Eiche“.
Neben der Ausbeutung und Niederhaltung der Vegetation, oft noch verstärkt durch Nutzung von „Waldstreu“ für die Ställe, führte die Hute/Waldweide auch zu programmierten Konflikten mit der Fauna des Waldes und deren Nutzern: Konkurrenz mit dem herbivoren Wild um Nahrung und Lebensraum, Konkurrenz mit den „Räubern“ – dem carnivoren Wild – um das Vieh als Ersatz für die natürliche Beute und, je nachdem, auch Konkurrenz mit den „Land- (bzw. Wald-)besitzern“ (Feudalherren) um das (verdrängte) jagdbare Wild.
Schon ab der Ausbreitung der Viehhaltung in Europa in prähistorischer Zeit, umso mehr aber in der Antike – zunächst im Mittelmeerraum, ab der größten Ausdehnung Roms und noch verstärkt nach der Völkerwanderung auch im nördlichen West- und in Mitteleuropa – war die Hute, die Beweidung der Wälder, meist der erste Schritt zur Umwandlung der natürlichen („Ur“-)Vegetation in Kulturland. Auch nach den Erschließungsphasen im Mittelalter stellte sie neben der Niederwaldnutzung die „klassische“, entscheidende Waldnutzungsform des „kleinen Mannes“, also vor allem der leibeigenen Bauern, dar. Im Zuge der schrittweisen Ablösung der Waldweide durch die Stallhaltung wurden in der Neuzeit die meisten Hutewälder in Wirtschaftsforste umgewandelt. Dennoch wurden einige Wälder, insbesondere in schwierigen Zeiten, noch bis in die erste Hälfte des 20. Jahrhunderts als Weide genutzt und auch bestimmte Forste im 19. Jahrhundert noch so angelegt, dass unter ihren Bäumen günstige Weidebedingungen entstanden.

## Geschichte

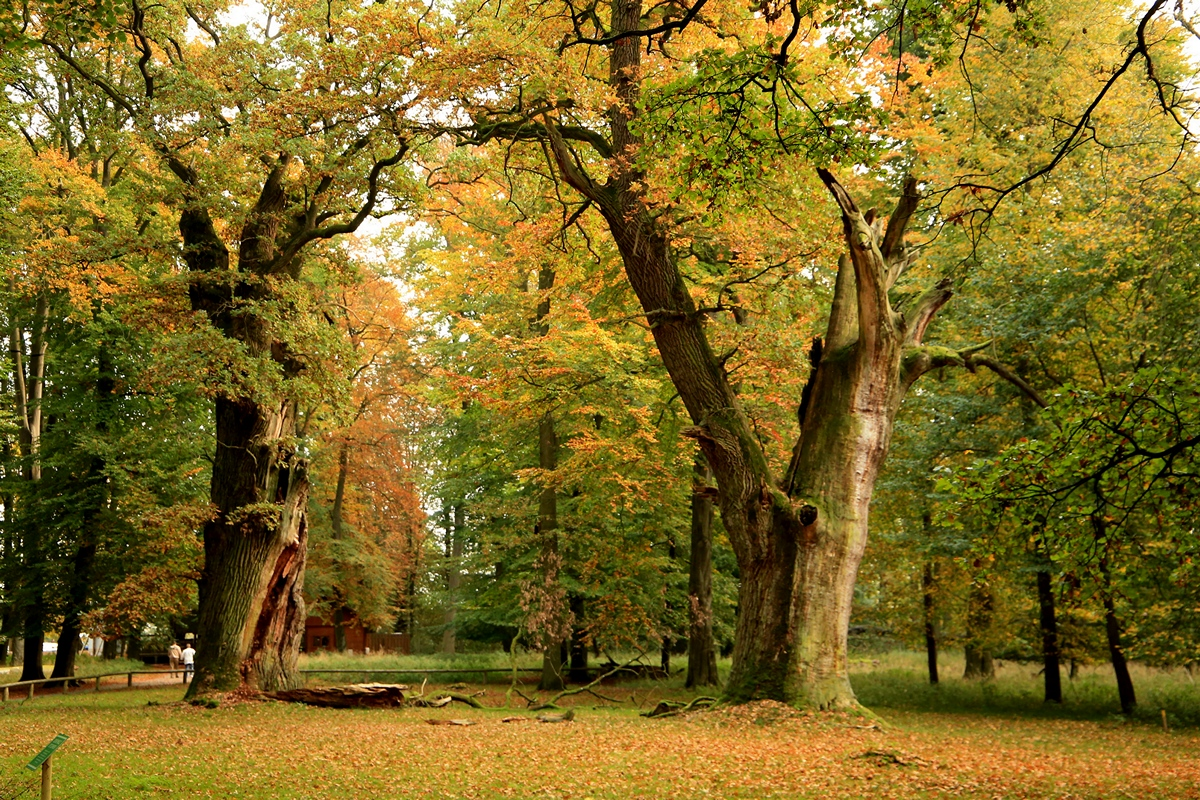
Die Ivenacker Eichen sind Ergebnis der Weidewaldnutzung

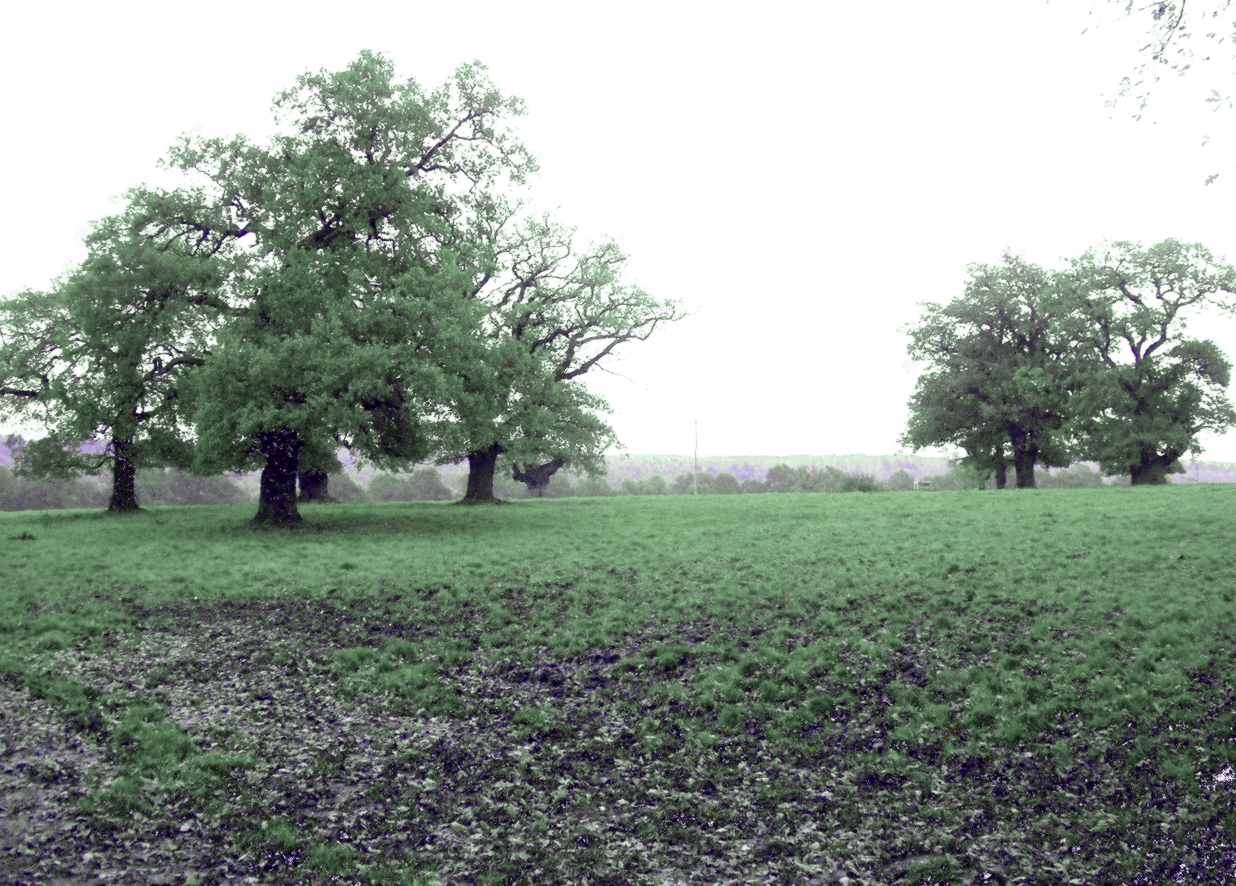
Hutebäume auf den Weiden des Gestüts Beberbeck, Reinhardswald

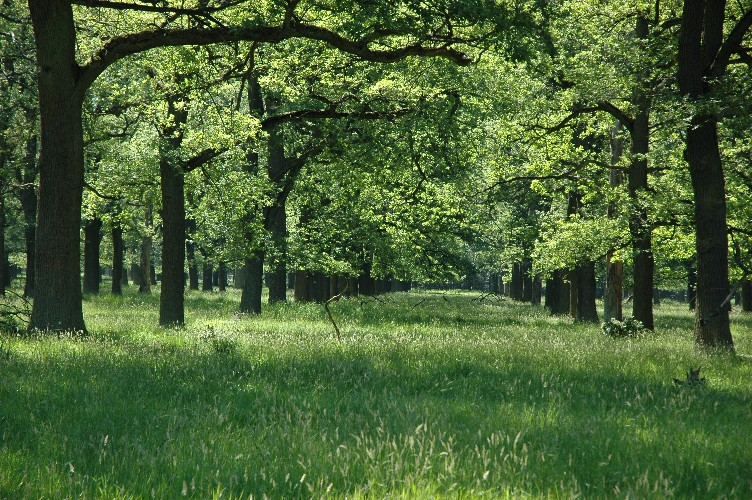
Eichenhain im Reinhardswald

Die Hutung ist eine alte Form der Viehhaltung, die bereits vor der Antike betrieben wurde. Im Mittelalter wurde sie in der Nähe der Siedlungen ausgeweitet. Im Hochmittelalter ab Mitte des 12. Jahrhunderts verbreitete sich die Waldweide stark und differenzierte zwei Nutzungsformen. Hutewälder bedeckten im dicht besiedelten Mitteldeutschland große Flächen zwischen den Siedlungen und Feldfluren.
Dabei ist zu unterscheiden zwischen der Waldmast durch Schweine einerseits und der saisonalen Nutzung durch Kühe und Pferde. Erstere war stark reglementiert und abhängig davon, wie viele Früchte die Eichen, Buchen und der Ahorn im jeweiligen Jahr trugen. Von ganz besonderer ökonomischer Bedeutung war die Waldweide durch Schweine, diese stellte die weitaus wichtigste tierische Nahrungsquelle für die Bevölkerung dar. Der Wert eines Waldes wurde vor allem daran gemessen, wie viele Schweine man zur Mast in ihn treiben konnte. Die Auslese von Bäumen mit für Schweine essbaren Früchten veränderte die Baumartenzusammensetzung (Eichen und Buchen wurden gefördert, alle Nadelhölzer, Linden, Ahorne usw. wurden zurückgedrängt).
Andererseits wurden die Kühe und nach ihrer stärkeren Verbreitung auch die Pferde jedes Jahr als Teil der Dreifelderwirtschaft im Frühsommer für etwa zwei Monate in die Wälder getrieben. Das Hochmittelalter mit seinem Bevölkerungswachstum und der Verbreitung von handwerklichen, kunsthandwerklichen und bürgerlichen Berufen sowie dem Aufstieg der Städte war auf die effizientere Landnutzung in Form der Fruchtfolge angewiesen. Die im jeweiligen Jahr brachliegenden Flächen konnten nur Kleintiere wie Ziegen und Schafe ernähren, die Kühe und Pferde brauchten Weiden. Diese mussten nach der ersten intensiven Nutzung im Frühling für acht bis zehn Wochen ruhen, das nachwachsende Gras wurde geschnitten, getrocknet und als Heu für den Winter eingelagert. Erst im Herbst konnte das Großvieh die Weiden noch einmal nutzen. In der Zwischenzeit wurde es zur Waldweide getrieben.
Zahlreiche Hutewälder entstanden zu Beginn des 16. Jahrhunderts durch den erneuten Beginn des Bergbaus in Mitteldeutschland. Die Feudalherren vergaben umfangreiche ökonomische Sonderrechte, Bergfreiheiten genannt, um Bergleute anzuwerben. Die Bergfreiheit gestattete unter anderem die Waldweide. Zu diesem Zweck bildeten sich Genossenschaften von Bergleuten, die ihr Vieh mit Hirten (Huten oder Huden) zur Selbstversorgung in den Wald trieben.
Nach den Wüstungen der Pestperioden und nach dem Dreißigjährigen Krieg wurde das Vieh wieder verstärkt in die Wälder getrieben, sodass eine neue „Hutewaldperiode“ begann, die durch Pollenanalysen nachweisbar ist. Das Ende der Hutewälder begann im 17. Jahrhundert durch das Verbot ungeregelter Waldnutzungen. Holz wurde knapp, Hutewälder wurden gerodet, wegen der Holznot aufgeforstet beziehungsweise aufgelassen oder für andere Nutzungsformen verwendet. Die Landwirtschaft entwickelte sich weiter, steigende Preise machten intensiveren Ackerbau lohnender – später wurden ehemalige Hutewälder gerodet. Im 19. Jahrhundert wurden fast überall in Mitteleuropa die Rechte der Waldweide abgelöst. Das Forstwesen wurde zur staatlichen Aufgabe, die privaten Nutzungsrechte passten nicht mehr in dessen Verwaltung, da sie langfristigen Planungen und Nutzungen im Wege standen. In einzelnen Fällen bestehen Weide- beziehungsweise Mastungsrechte aber bis heute fort, trotz aller Bestrebungen, sie abzulösen. Mit der Nutzung verschwand zumeist auch das traditionelle Erscheinungsbild der Hutewälder.
In Großbritannien war die Waldhute insbesondere im Kroneigentum als Commonsrechte (deutsch Allmende) ein Privileg bestimmter Bauern und Viehzüchter, der „Commoners“.
Im Reinhardswald in Nordhessen waren zu Beginn des 19. Jahrhunderts große Flächen durch übermäßige Viehweide devastiert (zerstört), sodass sie teilweise entwaldet waren. In der Folge wurden gezielt Hutewälder mit Eichen angelegt, die durch ihre Mast die Fütterung des Viehs gewährleisten und Holz produzieren sollten. Die Bäume wurden in einem Verband von 12 m × 8 m oder 12 m × 6 m gepflanzt. Noch heute sind aus dieser Zeit etwa 600 ha Hutebestände vorhanden, die unter Schutz stehen.

## Ökologische Betrachtung

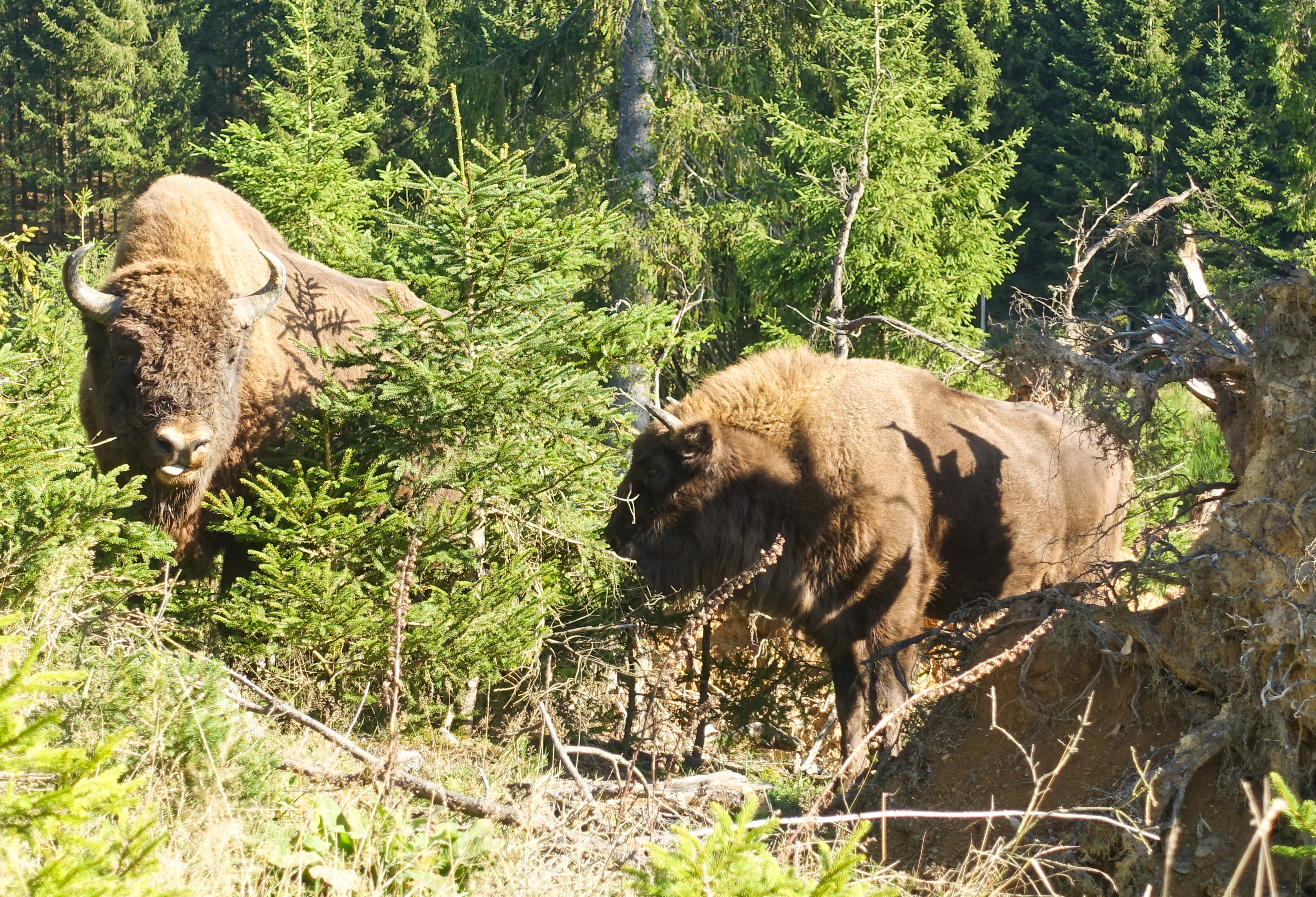
Hutewaldähnliche Landschaften entstanden vor der menschlichen Nutzung durch Herden wilder Weidetiere wie Auerochsen und Wisente (Bild: Wisente im Rothaargebirge)

Entscheidend für die Entstehung eines Hutewaldes ist der Viehbesatz. Man geht heute von 16 bis 30 Großvieheinheiten auf 100 ha Fläche aus, das entspricht 16 bis 30 ausgewachsenen Rindern oder rund 100 bis 200 Schweinen. Wird ein Laubwald in dieser Größenordnung während der Vegetationsperiode dauerhaft in extensiver Form beweidet, entstehen lichte bis fast offene Wälder.
In trocken-wärmeren Vegetationszonen (Baum- oder Strauchsavanne, Feucht- bzw. Trockensavanne, mediterraner Buschwald), in denen sich die Bewaldung auch natürlich weniger dicht entwickelt, entstanden und entstehen zum Teil bis heute unter ähnlichen Bewirtschaftungsweisen den Hutewäldern ähnliche Weidewälder und Baumwiesen, wo die Bäume auch noch die Funktion von Schattenspendern übernehmen können.
In West- und Mitteleuropa nahm die Waldweide wie die anderen dort traditionellen Waldnutzungsformen mit der industriellen Revolution ab; sie wurde weitgehend von der modernen geregelten Forstwirtschaft verdrängt. Die wenigen in Mitteleuropa noch erhaltenen Hutewälder bzw. Hutewaldreste und -zeugen stehen heute meist unter Naturschutz. Laut der Roten Liste der gefährdeten Biotoptypen Deutschland sind Hutewälder hierzulande von „vollständiger Vernichtung bedroht“.
Nach der Megaherbivorenhypothese glichen einige Bereiche der Wälder Europas nach der Eiszeit und vor der (verstärkten) menschlichen Nutzung mitteleuropäischen Hutewäldern. Die Überlegung geht davon aus, dass insbesondere Wälder in Ebenen, auf sandigen Böden und in Flussnähe zu dieser Zeit von großen Wildtieren wie Auerochsen, Wisenten, Elchen oder Wildpferden beweidet wurden. Zumindest auf diesen Standorten gleicht der Hutewald vermutlich eher der Naturlandschaft.

## Heutige Hutewälder

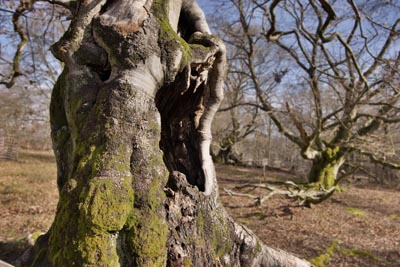
Hutewald „Halloh“ im Naturpark Kellerwald-Edersee

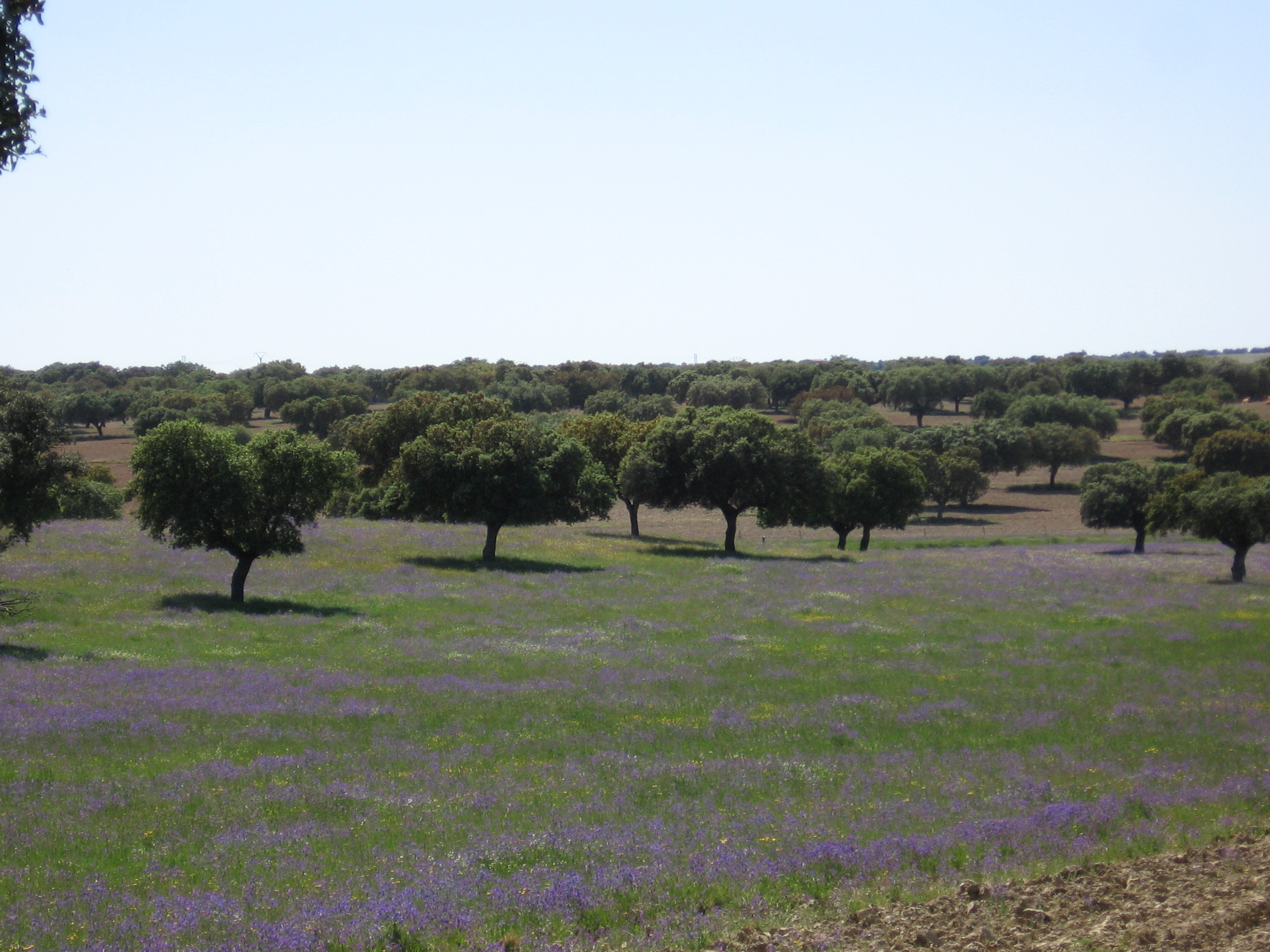
Dehesa in Spanien

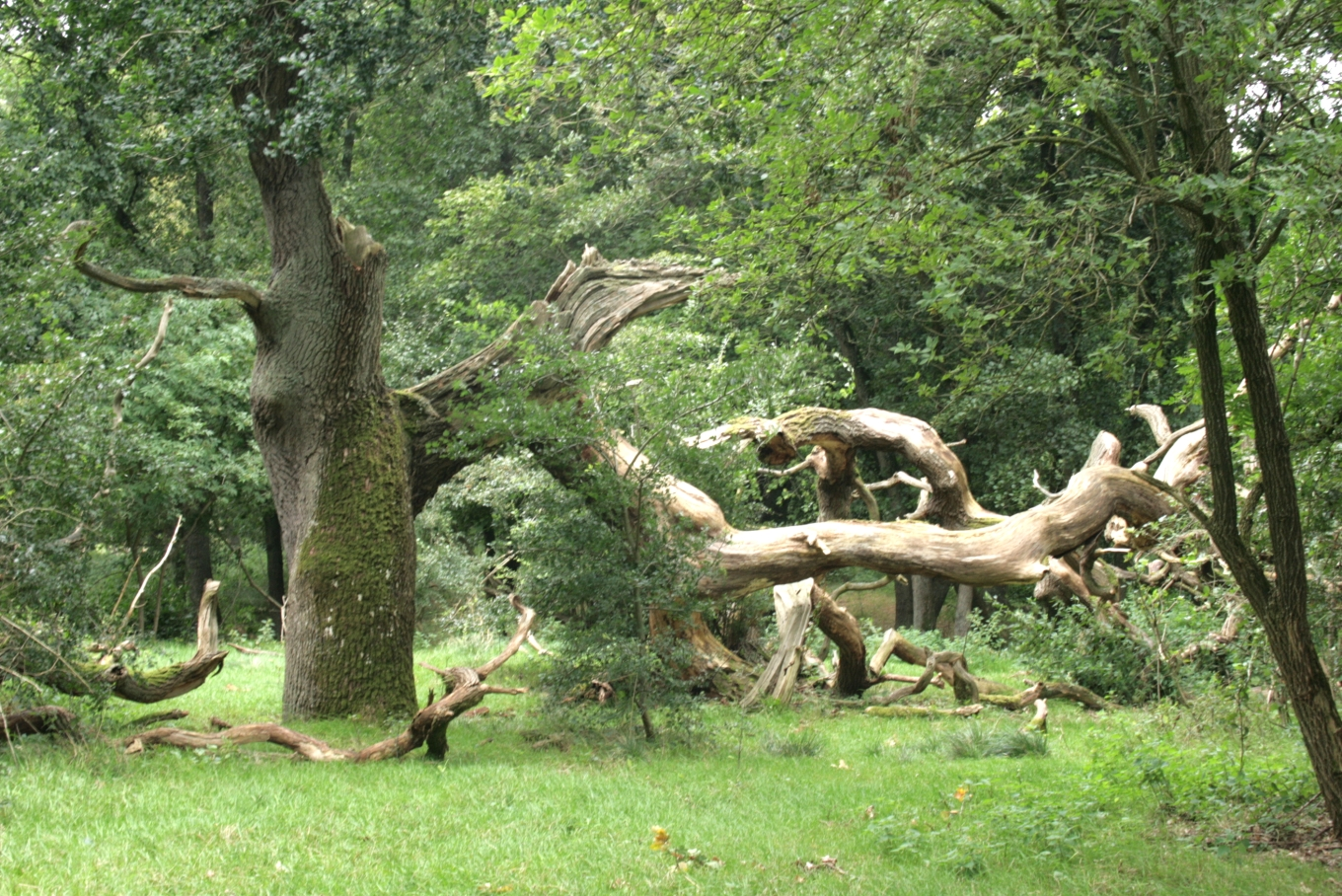
Der Eichenwald von Langaa (Græsningsegeskov), Dänemark, wird heute nur noch zu Naturschutzzwecken beweidet.

Das Gebiet mit der größten Anzahl an Überlebenden und Relikten der alten (und jüngeren) Hutewälder ist der Reinhardswald im äußersten Norden von Hessen. Dort finden sich Hutewaldreste von einzelnen Hutebäumen bis zu mehreren Hektar großen Waldflächen in jedem denkbaren Sukzessionsstadium bzw. überprägender Nutzungsform bis hin zu heute noch als Weide genutzten – aber kaum als Wald zu bezeichnenden – Flächen (etwa Beberbecker Hute oder Tierpark Sababurg (nicht zu verwechseln mit dem im folgenden Abschnitt genannten Urwald Sababurg)).
Auch im nördlich benachbarten Solling bestehen noch Hutewaldrelikte, so beim Schloss Nienover oder die naturgeschützten Eichenhudewälder bei Lauenberg.
Weiter südlich weist auch die Kellerwaldregion neben ihren sonstigen interessanten Wäldern auch einige Spuren der Hute auf. Wie die eigentlichen Urwälder (urwaldnahe Gebiete der Ederhänge) des Gebietes finden sich diese allerdings nicht im Nationalpark. Der „Halloh“ liegt im Naturpark Kellerwald-Edersee südöstlich des Nationalparks. Dieser Hutewald ist als Einzelschöpfung der Natur unter besonderen Schutz gestellt und rechtsverbindlich vom Landkreis Waldeck-Frankenberg als Flächennaturdenkmal ausgewiesen.
In der Nähe des Iphöfer Stadtteils Hellmitzheim existiert ein begehbarer Hutewald.
Im Bentheimer Wald gibt es seit 2012 ein Projekt zur Wiederaufnahme der historischen Waldnutzung. Der Wald wurde zumindest seit der schriftlichen Überlieferung im 14. Jahrhundert als Hutewald genutzt. Nach Schätzungen betrug die Waldfläche ursprünglich etwa 5000 Hektar. Nun wurde zum Schutz und zur Förderung des Hutewaldes dieser vom NLWKN, dem Fürsten zur Bentheimschen Domänenkammer, dem Landkreis Grafschaft Bentheim und dem Tierpark Nordhorn auf einer Fläche von 26 Hektar wieder aufgenommen. Von April bis November beweidet der Tierpark Nordhorn das Projektgebiet mit Galloway-Rindern, niederländischen Landziegen und Bentheimer Landschafen.
Mehrere bedeutsame alte Hudewälder gibt es auch im der Grafschaft Bentheim benachbarten Emsland. Hier ist vor allem das Borkener Paradies (heute wieder beweidet) bei Meppen zu nennen, das seit mehr als 500 Jahren durchgängig beweidet wird. Auch das Tinner Loh bei Haren (aufgelassen) sowie die Meppener (zum Teil beweidet) und die Haselünner Kuhweide (wieder beweidet) sind überregional bekannt.
In einigen Gegenden Europas gibt es immer noch wirtschaftlich bedeutsame Hutewälder, beispielsweise in Zentral- und Südwestspanien. Dort werden sie Dehesas genannt und dienen vor allem der Produktion von Eicheln für die Ernährung Iberischer Schweine (traditionelle Eichelmast). Der typische Baum ist die Steineiche.

## Naturschutz, Klimaschutz, Rewilding

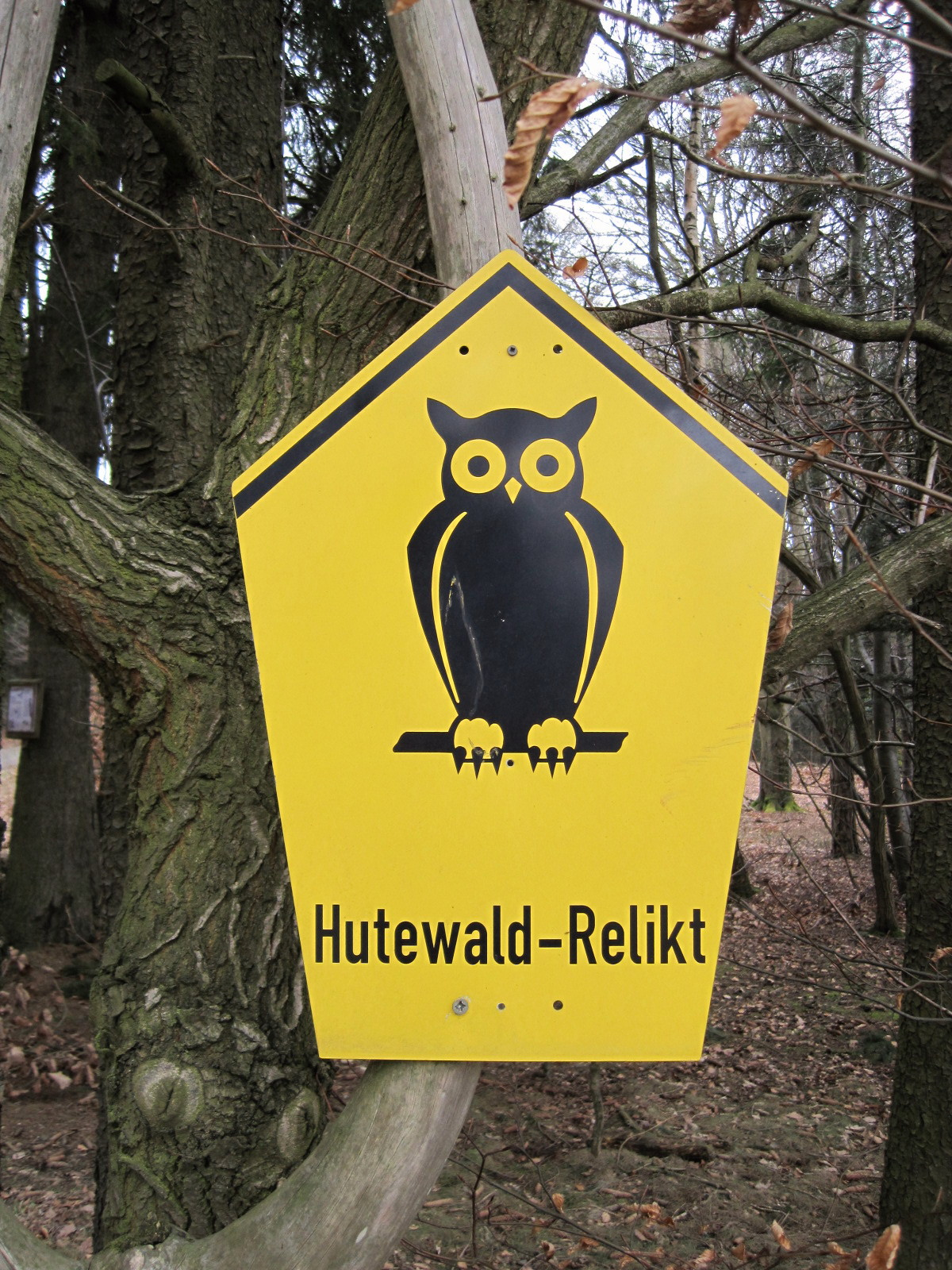
Hutewald bei Heidenrod-Zorn

Die erhaltenen Hutewälder Mitteleuropas stehen wegen ihrer großen Bedeutung für eine Vielzahl gefährdeter Arten meist unter Naturschutz. Besonders wichtig sind Hutewälder für Organismen, die großvolumige Bäume mit hohem Totholzanteil benötigen: Typisch sind totholzbewohnende Käfer wie Heldbock, Körnerbock, Hirschkäfer und der Eremit. Auch einige Schmetterlinge, wie der Eichenwollfalter, gehören dazu. Eine typische Vogelart der Hutewälder ist der Mittelspecht, der seine Nahrung in grober Rinde im Kronenraum alter Bäume sucht.
Der „Urwald Sababurg“ im Reinhardswald und auch der Hasbruch im Oldenburger Land sind ehemalige Hutewälder, die heute nach mehr oder weniger ungestörter natürlicher Sukzession als Naturschutzgebiete Wald in einen naturnahen Zustand – mit besonders alten (aber nicht (ur-)waldtypischen) Bäumen – aufweisen. Neben dem naturschutzfachlichen Mehrwert, der durch die besonderen Baumformen entstehen kann, erzeugt auch der höhere Lichtanteil eine höhere Biodiversität. Profiteure sind z. B. Gelbringfalter, aber auch die Krautschicht im Allgemeinen. Hutewälder können auch gezielt eingesetzt werden, um die Eichenverjüngung zu begünstigen. Eichen benötigen für ihre Verjüngung Bodenverletzungen, wie sie große Pflanzenfresser punktuell hervorrufen. Die Erhaltung und Einrichtung neuer Hutewälder werden als wesentliche Elemente eines gelingenden Naturschutzes angesehen. Dabei sind sowohl die Zeiten, in den beweidet wird, als auch die eingesetzten Nutztierdichten und (Nutz-)Tierarten relevant für einen erfolgreichen Naturschutz.
Hutewälder werden von Klimaexperten als wichtiger Baustein im Klimaschutz angesehen, da sie bis zu fünfmal so viel CO2 einlagern wie baumlose Weiden. Das Project Drawdown listet sie unter den Top-10-Maßnahmen gegen den Klimawandel. Laut Berechnungen des Projektes können damit bis 2050 etwa 31 Gigatonnen CO2 reduziert werden.
Den Hutewäldern ähnelnde Landschaften entstehen beim sogenannten Rewilding. Dabei werden große Pflanzenfresser in eine Landschaft eingebracht, die dann durch ihre Nahrungsaufnahme und andere natürliche Verhaltensweisen das Landschaftsbild in kurzer Zeit zu einem Mosaik unterschiedlicher Lebensräume umgestalten.

## Weitere gemeinschaftliche Weideflächen
- Haingeraide – im Frühmittelalter durch bäuerliche Genossenschaften bewirtschafteter Wald im Pfälzerwald
- Hutanger – Bezeichnung für Hutweiden im Nürnberger Raum
- Dehesa – spanischer Hutewald
- Silvopastorales System – kombiniert die Viehzucht mit der Kultivierung bereits vorhandener oder gepflanzter Bäume oder verholzter mehrjähriger Pflanzen, eine Form der Agroforstwirtschaft
- Streuobstwiese – Wiese mit Bäumen zur Obsterzeugung
- Streuobstacker – Acker mit Bäumen zur Obsterzeugung